# Liste der Monuments historiques in Dabo
Die Liste der Monuments historiques in Dabo führt die Monuments historiques in der französischen Gemeinde Dabo auf.

## Liste der Objekte
| Bezeichnung                   | Beschreibung                                                         | Standort                       | Kennzeichnung | Schutzstatus | Datum | Bild |
| ----------------------------- | -------------------------------------------------------------------- | ------------------------------ | ------------- | ------------ | ----- | ---- |
| Hauptaltar                    | Ensemble aus PM57000480 bis PM57000485                               | in der Kirche St-Blaise (Lage) | PM57000479    | Classé       | 1994  |      |
| Altartisch                    | Holz, Perlmutt, Zinn, Elfenbein und Knochen, 18. Jahrhundert         | in der Kirche St-Blaise (Lage) | PM57000480    | Classé       | 1994  |      |
| Ansichtsseite des Altartischs | Holz, Perlmutt, Zinn, Elfenbein und Knochen, 18. Jahrhundert         | in der Kirche St-Blaise (Lage) | PM57000481    | Classé       | 1994  |      |
| Altaraufbau                   | Holz, 18. Jahrhundert                                                | in der Kirche St-Blaise (Lage) | PM57000482    | Classé       | 1994  |      |
| Tabernakel                    | Holz, Perlmutt, Zinn, Elfenbein, Knochen und Kupfer, 18. Jahrhundert | in der Kirche St-Blaise (Lage) | PM57000483    | Classé       | 1994  |      |
| Retabel                       | Holz, Perlmutt, Zinn, Elfenbein und Knochen, 18. Jahrhundert         | in der Kirche St-Blaise (Lage) | PM57000484    | Classé       | 1994  |      |
| Gemälde Mariä Himmelfahrt     | Ölfarbe auf Leinwand, vergoldeter Holzrahmen; nach Peter Paul Rubens | in der Kirche St-Blaise (Lage) | PM57000485    | Classé       | 1994  |      |